# 中里重次

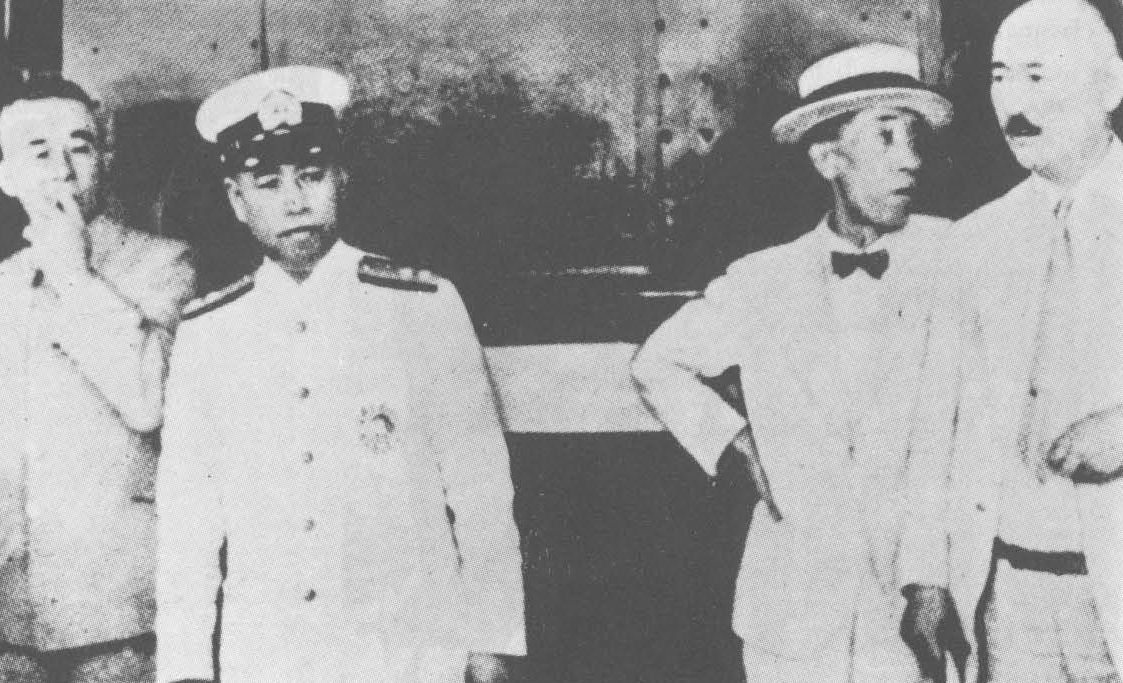
右から二人目が連合艦隊司令長官に就任し東京駅を出発する山本五十六を見送る中里（右端は八角三郎）

中里 重次（なかざと しげじ、1871年10月12日（明治4年8月28日） - 1946年（昭和21年）1月20日）は、日本海軍の軍人。最終階級は海軍中将。

## 経歴
山形県出身。中里重威の二男として生れる。山形県中学校、攻玉社を経て、1893年12月、海軍兵学校（20期）を卒業し、少尉候補生として「葛城」に乗り組み日清戦争に従軍。1895年3月に海軍少尉任官。海軍大学校で乙種学生として学んだ。
その後、「明石」砲術長、海兵教官などを経て、日露戦争では「橋立」砲術長として出征した。「常磐」砲術長、軍令部参謀、海軍省軍務局員、イギリス駐在、「阿蘇」副長、軍務局員、軍令部参謀、「春日」艦長、「磐手」艦長、軍令部第2班長などを歴任し、1918年（大正7年）12月、海軍少将に進級。さらに、軍需局長を勤め、1922年（大正11年）12月、海軍中将となった。舞鶴要港部司令官などを経て、1925年（大正14年）6月、予備役に編入された。同年8月から始まった北樺太利権交渉の日本代表となり、アドリフ・ヨッフェらを相手に交渉にあたった。1926年（大正15年）6月7日、オハ油田開発の国策会社である北樺太石油（英: Northern Karafuto Oil Consession）の設立総会で初代社長となった。

## 栄典
位階
- 1895年（明治28年）6月8日 - 正八位[4]
- 1898年（明治31年）
  - 3月8日 - 従七位[5]
  - 10月31日 - 正七位[6]
- 1903年（明治36年）12月25日 - 従六位[7]
- 1908年（明治41年）12月11日 - 正六位[8]
- 1914年（大正3年）1月30日 - 従五位[9]
- 1919年（大正8年）1月10日 - 正五位[10]
- 1922年（大正11年）12月28日 - 従四位[11]
- 1925年（大正14年）7月1日 - 正四位[12]

勲章等
- 1895年（明治28年）11月18日 - 勲六等単光旭日章[13]・明治二十七八年従軍記章[14]
- 1902年（明治35年）5月31日 - 勲五等瑞宝章[15]
- 1906年（明治39年）4月1日 - 勲四等旭日小綬章・功四級金鵄勲章・明治三十七八年従軍記章[16]
- 1914年（大正3年）11月30日 - 勲三等瑞宝章[17]
- 1915年（大正4年）11月7日 - 旭日中綬章・大正三四年従軍記章[18]
- 1920年（大正9年）11月1日 - 勲二等旭日重光章[19]
- 1926年（大正15年）2月10日 - 金杯一個[20]
- 1940年（昭和15年）8月15日 - 紀元二千六百年祝典記念章[21]

## 親族
- 兄 中里重吉（酒田市長）